# 도응선생묘일원
도응선생묘일원(都膺先生墓一圓)은 대한민국 충청남도 예산군 응봉면 지석리에 있는, 고려 후기의 충신 청송당 도응 선생과 그의 손자인 순손(順孫)의 묘이다. 1993년 11월 12일 충청남도의 기념물 제90호로 지정되었다.

## 같이 보기
- 도응